# Kubohemioktaeder
| Kubohemioktaeder                    | Kubohemioktaeder                                     |
| ----------------------------------- | ---------------------------------------------------- |
|                                     |                                                      |
| Vrsta                               | uniformni zvezdni polieder                           |
| Elementi                            | F = 10, E = 24, V =12 ({\displaystyle \chi \,} = -2) |
| Stranske ploskve po stranicah       | 6{4}+4{6}                                            |
| Wythoffov simbol                    | 4/3 4\|3 (dvojno prekrivanje)                        |
| Simetrijska grupa                   | Oh, [4,3], *432                                      |
| Bowersova okrajšava                 | Cho                                                  |
| sklici                              | U15, C51, W78                                        |
| heksahemioktakron (dualni polieder) | 4.6.3/4.6 slika oglišč                               |

Kubohemioktaeder je nekonveksni uniformni polieder z indeksom U15. Njegova slika oglišč je antiparalelogram. Njegov Wythoffov simbol je 4/3 4 | 3, pri tem pa prihaja do dvojnega prekrivanja slike.
Nekonveksni polieder ima stranske ploskve, ki se prekrivajo, kar ne pomeni novega roba ali nove stranske ploskve. Na sliki (na levi) so oglišča označena z zlatimi sferami in robovi s srebrnimi palicami.
Je polpolieder s štirimi šestkotnimi stranskimi ploskvami, ki tečejo skozi središče. Šestkotniki se sekajo in so tako vidni samo trikotni deli.

## Sorodni poliedri
Ima isto razvrstitev oglišč in razvrstitev robov kot kubooktaeder in oktahemioktaeder.
| kubooktaeder | kubohemioktaeder | oktahemioktaeder |